# Puzzle Quest 2
Puzzle Quest 2 - багатоплатформова відеогра на логіку, розроблена Infinite Interactive і видана D3 Publisher у 2010 році для платформ Xbox 360, iOS, Nintendo DS, Android, Microsoft Windows та Windows Phone 7. Анонсовано версію гри для PSP, але вона була скасована, через проблеми зі звуком.
Це є продовженням гри Puzzle Quest: Challenge of the Warlords, яка вийшла у 2007 році.

## Ігровий процес
Геймплей, як і в першій грі, заснований на match-3 відеогрі-головоломці з рольовими елементами. За сюжетом, гравцю потрібно захистити село Верлорен від злого демона Горгона. На відміну від переміщення схематичною глобальною картою, як у першій грі, у Puzzle Quest 2 тепер ізометричний вигляд і ігровий процес заснований на дослідженні підземель під селом.
У грі є чотири класи персонажів: Sorcerer, Templar, Barbarian, і Assassin.

### Боротьба
Ігровий процес схожий на "Виклик воєначальників". Кожен гравець по черзі намагається зібрати принаймні набір з трьох дорогоцінних каменів, щоб отримати ману, очки дії або завдати шкоди противнику. Якщо у гравця достатньо мани, він може використати заклинання, або якщо у нього достатньо очок дії, він може використати предмет, який може складатися зі зброї (яка завдає шкоди ворогу), щита (який збільшує захист на обмежений час) або зілля (яке додає певну кількість до запасу мани або кількість очок життя). Тайли змінилися з минулої гри. З'явилися червоні, жовті, сині, зелені та фіолетові камінці, які, будучи зібраними, додають певну кількість до певного запасу мани. Коли черепи збігаються, вони завдають ворогу шкоди, яка залежить від кількості збіглися черепів і бонусу до шкоди від черепа цього гравця. Коли випадають самоцвіти дії (які виглядають як рукавиці), вони додаються до запасу дії гравця, щоб гравець міг використовувати певні предмети. Дикі символи можуть з'являтися з множником, як у минулій грі. Золото та досвід отримуються після бою разом із здобиччю. Певні міні-ігри мають різні типи тайлів. Збіг набору з чотирьох плиток дає гравцеві додатковий хід, а набір з п'яти плиток також генерує вайлдкарту. Незаконні ходи більше не караються. Якщо на дошці не залишилося ходів, всі запаси мани кожного гравця втрачаються, а дошка скидається. 

## Рецензії та нагороди
Puzzle Quest 2 отримала, в основному, позитивні відгуки критиків, набравши 81% на Metacritic для Xbox 360 версії та 74% для версії Nintendo DS.
20 червня 2010 року на порталі IGN з'явилися рецензії на Puzzle Quest 2. Версії для Xbox 360 була поставлена оцінка 9.0 з 10 і статус «outstanding», а версії для Nintendo DS 8.5 з 10 і статус «great». Обидві версії гри отримали нагороду "Editor's choice".
Рецензент від Giant Bomb Бред Шумейкер назвав гру «поверненням Infinite Interactive у форму після провальних Puzzle Quest: Galactrix та Neopets Puzzle Adventure». Версія на ПК отримала позитивні відгуки від GameSpot, де було відзначено, що геймплей цієї гри викликає звикання, та від 1UP.
Гра зайняла перше місце у категорії «Найкраща логіка» за результатами рейтингу «Absolute Top 2010» сайту ag.ru. У цьому ж рейтингу гра посіла третє місце в категорії «Найкраща гра для Nintendo DS» та десяте у категорії «Найкраща RPG».